# Andrea Bruno Mazzocato
Andrea Bruno Mazzocato (Preganziol, 1º settembre 1948) è un arcivescovo cattolico italiano, dal 23 febbraio 2024 arcivescovo emerito di Udine.

## Biografia
È nato a San Trovaso, frazione di Preganziol, in provincia e diocesi di Treviso, il 1º settembre 1948.

### Formazione e ministero sacerdotale
Ha frequentato il seminario vescovile di Treviso.
Il 3 settembre 1972 è stato ordinato presbitero per la diocesi di Treviso, nella chiesa parrocchiale di Riese Pio X, dal vescovo Antonio Mistrorigo.
Dal 1972 al 1977 è stato cooperatore parrocchiale a San Martino di Lupari. Nello stesso periodo ha studiato per conseguire la licenza in liturgia pastorale presso l'Istituto di liturgia pastorale "Santa Giustina" di Padova. In seguito ha ottenuto la licenza in teologia dogmatica presso la Facoltà teologica dell'Italia settentrionale di Milano. Dal 1977 al 2001 ha insegnato teologia dogmatica presso lo studio teologico del seminario vescovile di Treviso, tenendo corsi anche presso lo Studio teologico "San Massimo" dei frati conventuali di Padova e presso l'Istituto superiore di scienze religiose.
Dal 1977 al 1986 è stato padre spirituale del seminario maggiore di Treviso, mentre dal 1987 al 1994 è stato delegato vescovile per la formazione del clero giovane. Nel 1990 è nominato pro-rettore del seminario minore e nel 1994 è divenuto rettore del seminario vescovile di Treviso.

### Ministero episcopale

#### Vescovo di Adria-Rovigo

Stemma vescovile.

L'11 ottobre 2000 papa Giovanni Paolo II lo ha nominato vescovo di Adria-Rovigo; è succeduto a Martino Gomiero, dimessosi per raggiunti limiti di età.
Il 9 dicembre successivo ha ricevuto l'ordinazione episcopale, nella cattedrale trevigiana di San Pietro, dal vescovo di Treviso Paolo Magnani, co-consacranti il vescovo emerito della stessa diocesi Antonio Mistrorigo e il suo predecessore Martino Gomiero.

#### Vescovo di Treviso
Il 3 dicembre 2003 è stato nominato vescovo di Treviso da papa Giovanni Paolo II; è succeduto a Paolo Magnani, dimessosi per raggiunti limiti di età. Ha preso possesso della diocesi il 18 gennaio 2004.
Nell'aprile del 2007 ha compiuto la visita ad limina e, nell'estate successiva, ha accolto papa Benedetto XVI a Lorenzago di Cadore, ospite per le vacanze estive in una struttura della diocesi che più volte aveva ospitato anche papa Giovanni Paolo II. 
Il 26 gennaio 2008 ha conferito l'ordinazione episcopale, nella cattedrale di Ceneda, al vescovo Corrado Pizziolo, che sino alla elezione alla cattedra di Vittorio Veneto era stato suo vicario generale a Treviso.
Nel 2009 è uscita l'esortazione pastorale "Camminate nella carità come Cristo ci ha amato".

#### Arcivescovo di Udine
Il 20 agosto 2009 papa Benedetto XVI lo ha nominato arcivescovo metropolita di Udine; è succeduto a Pietro Brollo, dimissionario per raggiunti limiti d'età. Ha preso possesso dell'arcidiocesi il 18 ottobre successivo. Ha ricevuto il pallio di metropolita il 29 giugno 2010, nella basilica di San Pietro in Vaticano.
In dieci mesi, dall'aprile 2010 al febbraio 2011, ha compiuto la visita pastorale all'intera arcidiocesi, visitando oltre 350 parrocchie. Ha dedicato molta attenzione alla cura spirituale dei ragazzi e dei giovani, incentivando le occasioni di incontro, come l'organizzazione di veglie diocesane e la stesura di lettere, come quella per il Natale 2011 "Vi chiamo amici".
Nell'aprile 2013 e nel febbraio 2024 ha compiuto la visita ad limina.
Nel 2018 ha istituito le collaborazioni pastorali e le nuove foranie.
Nel 2020 è divenuto gran priore per il Friuli-Venezia Giulia dell'Ordine equestre del Santo Sepolcro di Gerusalemme, succedendo al defunto Eugenio Ravignani, vescovo emerito di Trieste.
In seno alla Conferenza episcopale italiana è stato segretario della commissione per il clero e la vita consacrata. Nell'ambito della Conferenza episcopale del Triveneto è delegato per la commissione presbiterale regionale, per i seminari e per il diaconato permanente.
Il 23 febbraio 2024 papa Francesco ha accolto la sua rinuncia, presentata per raggiunti limiti di età, al governo pastorale dell'arcidiocesi di Udine; gli è succeduto Riccardo Lamba, fino ad allora vescovo ausiliare di Roma. È rimasto amministratore apostolico dell'arcidiocesi fino all'ingresso del successore, avvenuto il 5 maggio successivo.
Da arcivescovo emerito si è ritirato nella canonica di Biadene, frazione di Montebelluna, nella sua diocesi di origine.

## Genealogia episcopale e successione apostolica
La genealogia episcopale è:
- Cardinale Scipione Rebiba
- Cardinale Giulio Antonio Santori
- Cardinale Girolamo Bernerio, O.P.
- Arcivescovo Galeazzo Sanvitale
- Cardinale Ludovico Ludovisi
- Cardinale Luigi Caetani
- Cardinale Ulderico Carpegna
- Cardinale Paluzzo Paluzzi Altieri degli Albertoni
- Papa Benedetto XIII
- Papa Benedetto XIV
- Cardinale Enrique Enríquez
- Arcivescovo Manuel Quintano Bonifaz
- Cardinale Buenaventura Córdoba Espinosa de la Cerda
- Cardinale Giuseppe Maria Doria Pamphilj
- Papa Pio VIII
- Papa Pio IX
- Cardinale Gustav Adolf von Hohenlohe-Schillingsfürst
- Arcivescovo Salvatore Magnasco
- Cardinale Gaetano Alimonda
- Cardinale Agostino Richelmy
- Vescovo Giuseppe Castelli
- Vescovo Carlo Allorio
- Cardinale Antonio Poma
- Vescovo Paolo Magnani
- Arcivescovo Andrea Bruno Mazzocato

La successione apostolica è:
- Vescovo Corrado Pizziolo (2008)

## Araldica
| Stemma | Blasonatura |
| ------ | --- |
|        | Inquartato: al I d'argento ai santi martiri Ermacora e Fortunato al naturale; al II d'azzurro, all'aquila d'oro; al III d'argento, al pastorale d'oro, posto in banda, caricato da una lucerna accesa al naturale; al IV di rosso a quattro bisanti d'oro posti in sbarra arcuata; caricato di una torta d'azzurro, alle 12 stelle (6) d'oro poste al bordo, uscente da una divisa troncata d'oro e d'azzurro, caricata della burella interzata in fascia di rosso, d'argento e di verde, attraversante sul tutto; sul tutto del tutto caricato in cuore della goccia d'oro. Ornamenti esteriori da arcivescovo metropolita. Motto: "Pro vobis, in Christo, ministri", "Per voi ministri in Cristo". |